# Conde de Dumfries
Conde de Dumfries é um título do Pariato da Escócia. Foi originalmente criado para William Crichton, 9.º Lorde Crichton de Sanquhar, em 1633, e permaneceu na família Crichton até a morte da quarta condessa em 1742, quando o título passou primeiro para as famílias Dalrymple e depois para as famílias MacDouall antes de finalmente ser herdado pelos Marqueses de Bute, onde permanece até hoje.
Os títulos subsidiários do Conde de Dumfries são: Visconde de Ayr e Lorde Sanquhar (criado em 2 de fevereiro de 1622),  Lorde Crichton de Sanquhar (1488) e Lorde Crichton de Cumnock (12 de junho de 1633),  todos no Pariato da Escócia.

## História familiar
O relato tradicional das origens da família Dumfries é que eles descendem de um nobre húngaro que veio para a Escócia com a Rainha Margaret, durante o reinado de Malcolm III da Escócia.
As origens da família estão em Crichton, Midlothian. Thurstanus de Crichton esteve presente na carta da Abadia de Holyrood ao lado do Rei David I em 1128.
O Castelo de Sanquhar foi construído por Lorde Crichton no século XIII no sudoeste da Escócia, na área de Dumfries e Galloway. Os senhores descendem para se tornarem os Condes de Dumfries, um título no título de nobreza da Escócia em 1633 para William Crichton, 1.º Conde de Dumfries, sétimo Lorde Crichton de Sanquhar, ele foi investido como visconde de Ayr, em 2 de fevereiro de 1622, conde de Dumfries e Lorde Crichton de Sanquhar e Cumnock, em 12 de junho de 1633. William foi feito conde de Menteith em 20 de dezembro daquele ano também. O castelo foi vendido por Crichton em meados de 1600 ao Duque de Queensberry. O castelo, em ruínas, foi comprado em 1895 por John Crichton-Stuart, 3º Marquês de Bute, por um descendente de Lorde Crichton.
William foi o quinto conde de Dumfries. Em 1721, foi comissionado no regimento do Conde de Stair de seu tio e no 6º regimento de dragões . Ele continuaria a lutar no exército até 1747. Em 1742, ele se tornou conde após a morte de sua mãe, a condessa. Durante sua carreira militar, ele lutou na Batalha de Dettingen como ajudante de campo do Conde de Stair . Posteriormente, em 1744, foi nomeado capitão-tenente do terceiro regimento de guardas de infantaria, durante este período foi xerife de Clackmannan no ano de 1742-1747. Em 1752, ele foi investido na Ordem do Cardo, e em 1760 sucedeu seu irmão James, como quarto conde de Stair, e foi daí em diante denominado conde de Dumfries e Stair. O conde deixou um legado ao contratar os irmãos Adams, Robert, John e James, para projetar uma nova casa que seria chamada de Leifnorris House. Mais tarde, o nome seria mudado para Dumfries House, de acordo com seu título. A casa foi concluída dentro do prazo e do orçamento em 1759. Em 27 de julho de 1768, ele morreu em Dumfries House sem deixar herdeiros, e sua viúva foi embora para Edimburgo . Ele foi sucedido no título de Conde de Dumfries por seu sobrinho, Patrick Macdowall de Freugh; e o Conde de Stair foi para seu primo, John Dalrymple.

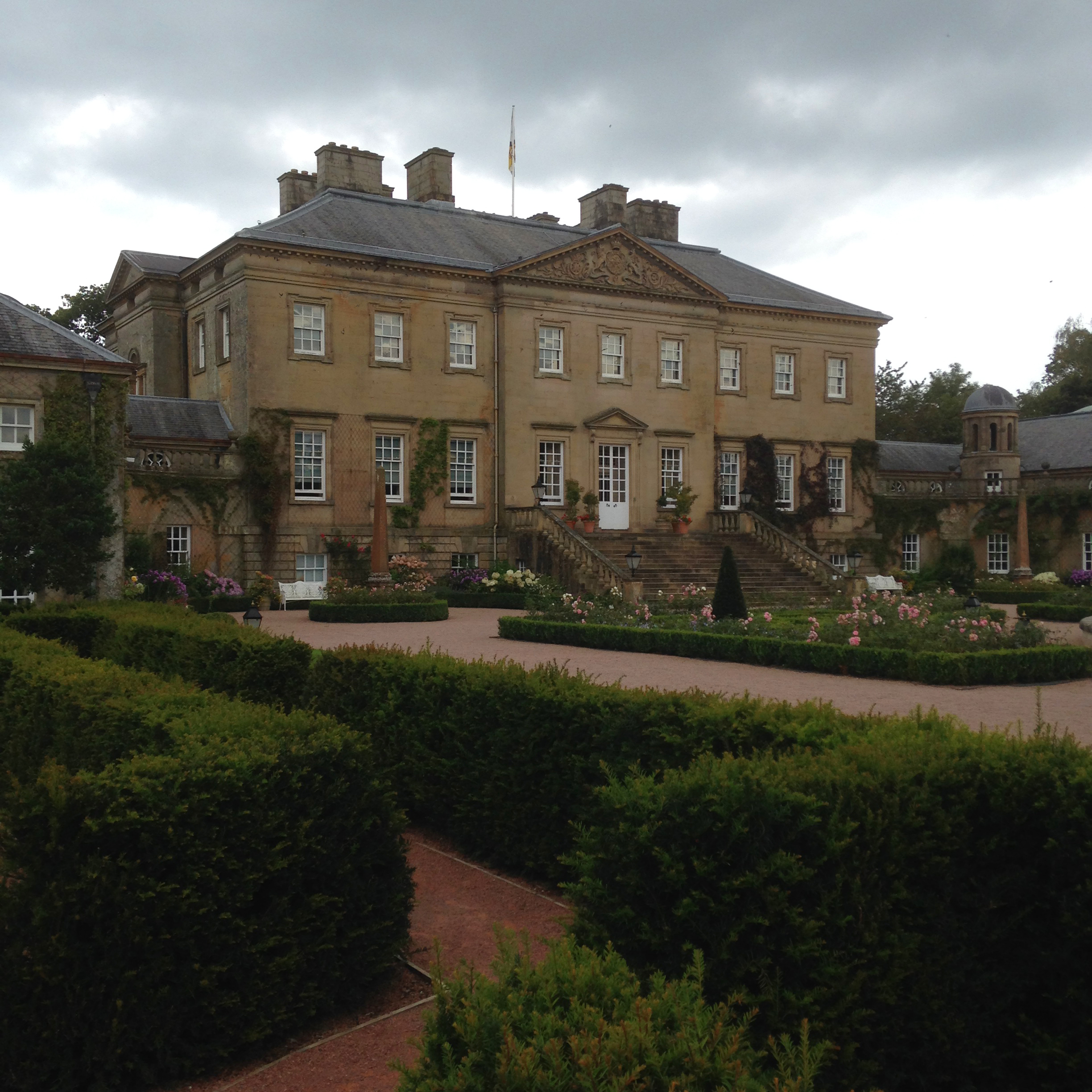
Dumfries House

A sede da família Dumfries foi herdada por seu sobrinho, Patrick McDouall-Crichton, 6.º Conde de Dumfries (1726-1803). Sua filha, Lady Elisabeth Penelope, casou-se com John Stuart, Lorde Mount Stuart, e foi avó do 2.º Marquês de Bute, 7.º Conde de Dumfries, que fundiu os dois títulos de Dumfries e Bute. Os subsequentes 2.º, 3.º e 4.º Marquês de Bute/7.º, 8.º e 9.º Condes de Dumfries se envolveram na indústria de mineração de carvão no sul do País de Gales, criando duas residências de estilo neogótico, o Castelo de Cardiff e o Castell Coch . O 10.º conde de Dumfries se envolveu com pássaros trabalhando como ornitólogo ; ele comprou as ilhas de St Kilda, deixando-as para o National Trust for Scotland em 1956. O décimo primeiro conde de Dumfries tornou-se um estudioso após se formar no Trinity College, em Cambridge, e também se tornou membro da Universidade de Edimburgo . Mecenas das artes, ocupou cargos sucessivos por décadas, como administrador e presidente de conselhos e diretorias no Reino Unido. Ele vendeu as propriedades da família em Edimburgo e Cardiff para pagar o imposto sobre herança de seu pai. O conde também assumiu papéis tradicionais como Lorde Tenente de Bute e de Argyll. O negócio do conde empregava o maior número de pessoas na Ilha de Bute, uma empresa de tecidos de design e móveis contemporâneos.
Uma das transições mais importantes coube ao 12.º Conde. Ele era conhecido como "Johnny Dumfries", um piloto de Fórmula 1 que participou da temporada 1986 . Dumfries House foi uma residência familiar de 1760 a 1993, quando a última ocupante em tempo integral, Lady Eileen, Marquesa Viúva de Bute, faleceu. A casa permaneceu nas mãos do 7.º Marquês de Bute, que garantiu que fosse mantida, embora não fosse usada como residência principal, desde então, Charles, Príncipe de Gales, comprou a Dumfries House para manter sua história, abrindo-a ao público.

## Lordes Crichton de Sanquhar (1488)
- Robert Crichton, 1.º Lorde Crichton de Sanquhar (falecido em 1494)
- Robert Crichton, 2.º Lorde Crichton de Sanquhar (falecido em 1513)
- Robert Crichton, 3.º Lorde Crichton de Sanquhar (?)
- Robert Crichton, 4.º Lorde Crichton de Sanquhar (falecido em 1536)
- William Crichton, 5.º Lorde Crichton de Sanquhar (falecido em 1550)
- Robert Crichton, 6.º Lorde Crichton de Sanquhar (falecido em 1561)
- Edward Crichton, 7.º Lorde Crichton de Sanquhar (falecido em 1569)
- Robert Crichton, 8.º Lorde Crichton de Sanquhar (falecido em 1612)
- William Crichton, 9.º Lorde Crichton de Sanquhar (1578–1643) (tornou-se Visconde de Ayr e Lorde Sanquhar em 1622) [17]

## Viscondes de Ayr (1622)
- William Crichton, 1.º Visconde de Ayr (1578–1643) (tornou-se Conde de Dumfries e Lorde Critchton de Cumnock em 1633) [18]

## Condes de Dumfries (1633)
- William Crichton, 1.º Conde de Dumfries (1578–1643)
- William Crichton, 2.º Conde de Dumfries (1598–1691); filho mais velho do 1.º Conde
- William Crichton, 3.º conde de Dumfries (falecido em 1694); neto do 2.º conde, morreu sem descendência
- Penelope Crichton, 4.ª Condessa de Dumfries (falecida em 1742); irmã do 3.º Conde
- William Dalrymple-Crichton, 5.º Conde de Dumfries, 4.º Conde de Stair (1699–1769); filho mais velho da 4.ª Condessa, sem herdeiro masculino, o Condado de Stair passou para um primo que era neto do 1.º Conde de Stair
  - Senhora Elizabeth Dalrymple
- Patrick McDouall-Crichton, 6.º Conde de Dumfries (1726–1803) [19]
  - Lady Elizabeth Penelope McDouall-Crichton (1772-1797); filha única e herdeira do 6.º Conde de Dumfries
- John Crichton-Stuart, 2.º Marquês de Bute e 7.º Conde de Dumfries (1793–1848); único filho de Lady Elizabeth McDouall-Crichton e neto do 6.º Conde
- John Patrick Crichton-Stuart, 3.º Marquês de Bute e 8.º Conde de Dumfries (1847–1900); único filho do 2.º Marquês e 8.º Conde.
- John Crichton-Stuart, 4.º Marquês de Bute e 9.º Conde de Dumfries (1881–1947); filho mais velho do 3.º Marquês e 9.º Conde.
- John Crichton-Stuart, 5.º Marquês de Bute e 10.º Conde de Dumfries (1907–1956); filho mais velho do 4.º Marquês e 9.º Conde.
- John Crichton-Stuart, 6.º Marquês de Bute e 11.º Conde de Dumfries (1933–1993); filho mais velho do 5.º Marquês e 10.º Conde.
- John Colum Crichton-Stuart, 7.º Marquês de Bute e 12.º Conde de Dumfries (1958-2021); filho mais velho do 6.º Marquês e 11.º Conde.
- John Bryson Crichton-Stuart, 8.º Marquês de Bute e 13.º Conde de Dumfries (n. 1989); filho mais velho do 7.º Marquês e 12.º Conde.

O herdeiro presuntivo do Marquesado de Bute é Lorde Anthony Crichton-Stuart (n. 1961), segundo filho do 6.º Marquês e tio do 8.º Marquês.
A herdeira presuntiva do Condado de Dumfries é Lady Caroline Crichton-Stuart (nascida em 1984), filha mais velha do 12.º Conde (7.º Marquês) e irmã mais velha do atual Conde (8.º Marquês).